# Conus semivelatus
Conus semivelatus é uma espécie de gastrópode do gênero Conus, pertencente a família Conidae.